# Aventajado
Antiguamente, se llamaba aventajado al soldado que recibía alguna ventaja en el sueldo.
La ventaja es el nombre genérico que se aplicaba en los siglos XVI y XVII a todo sobresueldo o aumento reglamentario de sueldo en individuos de la misma clase como coseletes, arcabuceros, mosqueteros. Pero además por las Ordenanzas españolas de 1632 y otras, se ve que también dentro de ese mismo círculo había soldados con más sueldo por tiempo de servicio o méritos de guerra. Y así, en dicha ordenanza fijando el pie y sueldo de una compañía se lee: 

Por la paga sencilla de 239 plazas á 3 escudos. —Por la Ventaja de 90 Coseletes, 90 escudos. —Por la de 60 Mosqueteros á 3 escudos, 180. —Por la de 89 Arcabuceros á escudo, 89. —Por los 30 escudos de las Ventajas ordinarias, 30. —Por las Ventajas de cuatro soldados particulares que hubiesen servido 12 años efectivos, aunque fuesen interpolados ú 8 continuos, á 6 escudos, 24.

Esta Ordenanza de 8 de junio de 1632, define claramente las ventajas en su artículo 31: 

Si algún soldado particular ú oficial hubiere hecho algún servicio muy señalado en la guerra, como ser el primero ó segundo que entrase en tierra ó navio de calidad de enemigo, ó ganase bandera suya, ó la plantase encima de la muralla peleando cuerpo á cuerpo con el enemigo, ó ganase ó defendiese algún puesto de mucha importancia, o fuese causa de alguna victoria señalada, ó se señalase en reconocer batería o algún puesto de infantería á satisfacción de su Capitán general, tengo por bien que el tal Capitán general, en cuya presencia se hicieren semejantes servicios, provea las ventajas que le pareciere según la calidad del servicio; con que la mayor de estas no exceda de diez escudos, respecto que se dan más por honra que por utilidad, las cuales sean perpetuas y las puedan gozar con cualquiera otro sueldo ú oficio